# Saint-Pons (Ardèche)
Saint-Pons település Franciaországban, Ardèche megyében. Lakosainak száma 302 fő (2022. január 1.). Saint-Pons Alba-la-Romaine, Berzème, Saint-Gineis-en-Coiron, Saint-Jean-le-Centenier és Sceautres községekkel határos.

## Népesség
A település népessége az elmúlt években az alábbi módon változott:
| Lakosok száma | 184  | 170  | 181  | 249  | 288  | 295  | 293  | 296  | 294  | 302  |
|               | 1968 | 1982 | 1990 | 2006 | 2013 | 2015 | 2017 | 2019 | 2020 | 2022 |